# حنش بن عبد الله الصنعاني
 حنش بن عبد الله بن عمرو بن حنظلة، أبو رشدين النسائي الصنعاني  كان تابعيا وقاتل إلى جانب علي بن أبي طالب وهو من بنى جامع قرطبة والجامع الكبير في سرقسطة
حدث عن: فضالة بن عبيد، وأبي هريرة، وابن عباس، ورويفع بن ثابت، وأبي سعيد.
وحدث عنه: ابنه الحارث، وقيس بن الحجاج، وعبد الله بن هبيرة، وخالد بن أبي عمران، وربيعة بن سليم، وعدة.
نزل إفريقية مرابطا، وتوفي سنة مائة.
وثقه العجلي: وأما ابن يونس فقال: كان مع علي، وقدم بعد مقتله مصر، ثم ثار مع عبد الله بن الزبير، فولاه اليمن

```
لاحقاً، فلبث مدة أربعة أشهر
[
3
]

وعزله. فظفر به عبد الملك بن مروان فعفى عنه.
```

قلت: وهم ابن يونس وابن عساكر في أنه صاحب علي؛ لأن ذاك حنش بن ربيعة أو ابن المعتمر الكناني الكوفي، يروي عنه الحكم، وإسماعيل بن أبي خالد، وأهل الكوفة، وفيه لين.
مات قبل التسعين.

وقد ذكر كتاب تاريخ الخلفاء للسيوطي أن حنش توفي في زمن عمر بن عبد العزيز.